# Rennell Rodd, 1:e baron Rennell
James Rennell Rodd, 1:e baron Rennell, född den 9 november 1858, död den 26 juli 1941, var en brittisk diplomat, sondotterson till upptäcktsresanden James Rennell, far till presidenten i Royal Geographical Society Francis Rodd, 2:e baron Rennell.
Rennell ingick 1883 på diplomatbanan och tjänstgjorde vid beskickningarna i Berlin, Aten, Rom och Paris, var 1893 brittisk diplomatisk agent i Sansibar och 1894-1901 legationssekreterare i Kairo samt 1901-04 ambassadsekreterare i Rom. Rennell, som 1899 erhållit knightvärdighet, var 1904-08 envoyé i Stockholm och blev 1908 ambassadör i Rom, på vilken sistnämnda post han anses ha i intimt samförstånd med franske ambassadören Barrère energiskt verkat för Italiens intervention 1915 på ententesidan i Första världskriget. Rennell avgick från ambassadörsposten i Rom 1919 och åtföljde 1920 lord Milner på dennes politiska mission till Egypten. Efter att ha suttit i underhuset 1928-32 upphöjdes han 1933 till peer som baron Rennell.
Rennell, som var en litterärt fint bildad man, skrev utom flera diktsamlingar, såsom The Violet Crown (2:a upplagan 1913), Ballads of the Fleet (1916), Love, Worship and Death (2:a upplagan 1919), bland annat Frederick, Crown-prince and Emperor (1888), The Customs and Lore of Modern Greece (1892), Sir Walter Raleigh (1904) och The Princes of Achaia and the Chronicles of Morea (2 band, 1907) samt Italian People (1920) och memoarverket Social and Diplomatic Memories, I, 1884-1893 (1922), och II, 1894-1901, Egypt and Abyssinia (1923).